# Boekhandeltoerisme

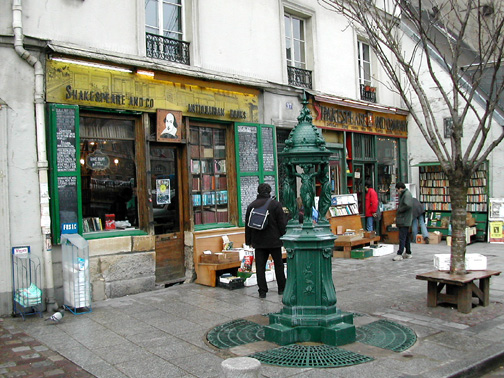
Een onafhankelijke boekhandel in Parijs, genaamd Shakespeare and Company

Boekhandeltoerisme is een vorm van cultuurtoerisme waarbij men een stad of streek aandoet met als voornaamste doel het bezoeken van de daar aanwezige boekhandels.

## Boekensteden
Bekende attracties voor het boekhandeltoerisme zijn de zogenoemde boekensteden. Een aantal daarvan hebben zich georganiseerd in de International Organisation of Booktowns. In Nederland is het Achterhoekse stadje Bredevoort specifiek gericht op boekhandeltoerisme. Een twintigtal antiquariaten en tweedehands-boekwinkels zijn er gevestigd. In België hebben Damme en Redu naam als boekenstad. Eendaagse boekenmarkten zoals in Deventer trekken soms meer dan 100.000 bezoekers.

## Boekenreizen
In Noord-Amerika organiseert men sinds 2003 speciale reizen om onafhankelijke boekhandels te bezoeken. Ook signeersessies, huizen van auteurs en literair-historische plekken kunnen reisdoel zijn. Scholen, bibliotheken en anderen worden aangemoedigd dagtrips te organiseren.